# 西飯由香
西飯 由香（にしい ゆか、1975年8月9日 - ）は、三重県出身の卓球選手。現姓真田。三重県立白子高校、愛知工業大学から健勝苑、十六銀行（岐阜）を経て21クラブに所属。6段（京都府）。姉は卓球選手の小林美幸（ファミタク）。全日本卓球選手権・女子ダブルスでは姉妹ペアで1998年・1999年・2000年の3連覇を達成している。実父は1971年の世界卓球選手権の代表にもなったサウスポーの西飯徳康（三重高田高等学校‐名古屋商科大学卒）、実母は1971年世界卓球選手権・女子ダブルス3位の西飯幸子（東北学院大学卒）。夫は真田浩二（愛知工業大学卒）。

## 経歴
小学校入学前から三重県の２１クラブで競技を始め、数々の全国大会に出場する。練習嫌いだった彼女は両親から厳しい指導を受けて、1990年、全国中学校卓球大会女子シングルスで優勝した。白子高校2年生だった1992年の全日本選手権ジュニアの部で優勝。愛知工業大学だった95年、1996年には鬼頭明との混合ダブルスで全日本卓球選手権に優勝した。1998年のジャパントップ12卓球大会では小山ちれに次いで2位となっている。
1999年末から手首に腫瘍のできる「月状骨類骨腫」という病気のため一時期はラケットが持てないほどの痛みに苦しめられたが、手術を乗り越え2000年12月の全日本卓球選手権では女子シングルスでベスト4、女子ダブルスで優勝と復活を果たす。2000年にはドイツの卓球ブンデスリーガでもプレーしている。
2000年の世界選手権クアラルンプール大会のメンバーになったが試合出場はなかった。2001年の世界選手権大阪大会に出場。大阪大会ではリザーブであった女子団体で、予選リーグ・ロシア戦に0－2とリードされ後がない状況の3番手で出場。地元開催で格下相手に負けられない中で見事勝利し、この試合で日本は逆転勝利を収めている。
2005年1月の全日本卓球選手権では女子シングルスでベスト4に入った。
平成18年度（2006年）にもナショナルチーム候補に選出されている。
TOKIOが出演していた番組Sports Party ただいま夢中!の第1回放送でコーチ役として出演したことがある。その回では、TOKIOとビートたけしが福原愛と対決するために、西飯は必殺サーブなどを伝授した。

## 主な戦績
- 1998年－2000年 全日本卓球選手権大会 女子ダブルス 優勝（3連覇）
- 1999年 全日本卓球選手権大会 混合ダブルス 優勝（安藤正勝ペア）